# Anthony Martial
Anthony Joran Martial (Massy, 1995. december 5. –) guadeloupei származású francia válogatott labdarúgó, az AÉK játékosa.
Azt követően, hogy hazájában az Olympique Lyonnais és az AS Monaco csapataiban játszott, 2015-ben leszerződtette a Manchester United, akkor tinédzserért kiadott rekordösszegért. Kilenc évet töltött el a csapatnál, a Golden Boy-díjat is elnyerte. 317 pályára lépés és 90 gól után hagyta el az angol csapatot.

## Pályafutása

### Lyon
2009-ben, mindössze 14 évesen felfigyelt rá a csapat, és abban az évben csatlakozott az akadémiához. 2012. december 6-án mutatkozott be az Európa-ligában egy izraeli csapat,  Hapoel Ironi Kiryat Shmona FC elleni mérkőzésén, és a következő évben, 2013. február 3-án bemutatkozott a francia bajnokságban az AC Ajaccio ellen, a 79. percben ő váltotta Rachid Ghezzalt. További két mérkőzésen a kispadon kapott helyet.

### AS Monaco
2013. június 30-án a csapat bejelentette, hogy 5 000 000 € plusz bónuszért írt alá. November 24-én, 17 évesen, a 63. percben csereként debütált Radamel Falcao helyett, az FC Nantes elleni összecsapáson. Hat nappal később megszerezte az első gólját a Rennes ellen. 2013 decemberében elszenvedett egy bokaficam-sérülést a Valenciennes FC ellen.
2014. január 27-én meghosszabbította a szerződését 2018-ig.

### Manchester United
2015. szeptember 1-jén leigazolta a csapat, £36 millióról £58 millióra nőtt az értéke, és kötöttek a klubbal egy négyéves szerződést. Ez a szerződés volt a legnagyobb összegű tinédzserigazolás, a korábbi rekord az egy évvel korábbi volt: Luke Shaw 27 millió fontos kivásárlási árát döntötte meg.
2015. szeptember 12-én debütált a Liverpool elleni hazai mérkőzésen, a 65. percben Juan Matát helyettesítette, és gólt is rúgott a 3–1-re végződött összecsapáson. Nyolc nappal később először volt kezdő a Premier Leagueben, és mindjárt duplázott a Southampton ellen 3–2-re megnyert mérkőzésen. Szeptemberben a hónap játékosának választották, a Liverpool elleni gólját pedig a hónap góljának választották (Michael Owen és Micah Richards után a legfiatalabbként). December 19-én ő kapta a legjobb 21 éven aluli játékosnak járó Golden Boy-díjat. 2016. április 2-án ő szerezte a United 1000. Premier League gólját az Old Traffordon. Első idényét 17 góllal és FA kupa-győzelemmel zárta.
2023. augusztus 26-án, a Nottingham Forest elleni találkozón 300. alkalommal lépett pályára a vörös mezben.

### Sevilla
2022. január 25-én az andalúz alakulat a 2021/22-es idény végéig kölcsönvette a Manchester United csapatától.
Február 5-én mutatkozott be az Osasuna elleni 0–0-s bajnokin. A következő héten az Elche elleni 2–0-s bajnokin a 75. percben a második, utolsó gólnál asszisztot készített elő Rafa Mírnek.
Egy hét múlva az Európa Ligában szerezte meg a csapat színeiben első gólját a Dinamo Zagreb elleni 3–1-s mérkőzésen.

### AÉK
2024. szeptember 18-án aláírt a görög AÉK csapatához. 2024. október 20-án mutatkozott be a csapat színeiben a PAÓK ellen. Első gólját a kupában lőtte, az Árisz elleni találkozó egyetlen találatát szerezve. Az év novembere végén és decembere elején sorozatban négy mérkőzésen is gólt szerzett, az Olimbiakósz, kétszer az Árisz, és az ÓFI ellen. 2025. január 5-én betalált a Vólu elleni bajnokin.

## Válogatott karrier

### Franciaország
2015. augusztus 26-án Didier Deschamps hívta be első alkalommal a felnőttcsapatba, a portugálok és a szerbek elleni barátságos mérkőzésekre.
Szeptember 4-én mutatkozott be a csapatban, a Portugália elleni  0–1-s idegenbeli találkozón. A mérkőzés utolsó 16 percében, Karim Benzema-t váltotta.
Október 11-én lépett pályára első alkalommal a kezdőcsapatban a Dánia elleni 1–2-s győztes barátságos találkozón. Amelyen az első gólnál  asszisztot készített elő Olivier Giroudnak mindössze a 4. percben. 2016 májusában beválogatták a 23-fős francia keretbe a 2016-os Európa Bajnokságra. Amelyen a csoportkör első-két mérkőzésen pályára lépett, a románok és az albánok ellen. A döntőben a portugálok ellen pedig a rendes játékidőt követő 2x15 perces hosszabbítás; 110. percében lépett pályára, mely 1–0-s vereséggel végződött.
Szeptember 1-jén szerezte első gólját, egy 1–3-s Olaszország elleni idegenbeli tétnélküli mérkőzésen.

## Család
Bátyja Johan Martial francia labdarúgó. Felesége Samantha Martial, és van egy közös gyermekük, Toto Martial.

## Statisztika

### Klubcsapatokban
2025. január 5-i állapot szerint.
| Klub                 | Szezon           | Bajnokság        | Bajnokság | Bajnokság | Kupa  | Kupa  | Ligakupa | Ligakupa | Nemzetközi | Nemzetközi | Egyéb | Egyéb | Összes | Összes |
| Klub                 | Szezon           | Liga             | Mérk.     | Gólok     | Mérk. | Gólok | Mérk.    | Gólok    | Mérk.      | Gólok      | Mérk. | Gólok | Mérk.  | Gólok  |
| -------------------- | ---------------- | ---------------- | --------- | --------- | ----- | ----- | -------- | -------- | ---------- | ---------- | ----- | ----- | ------ | ------ |
| Lyon                 | 2012–13          | Ligue 1          | 3         | 0         | 0     | 0     | 0        | 0        | 1          | 0          | 0     | 0     | 4      | 0      |
| Lyon                 | Összesen         | Összesen         | 3         | 0         | 0     | 0     | 0        | 0        | 1          | 0          | 0     | 0     | 4      | 0      |
| Monaco               | 2013–14          | Ligue 1          | 11        | 2         | 3     | 0     | 1        | 0        | 0          | 0          | 0     | 0     | 15     | 2      |
| Monaco               | 2014–15          | Ligue 1          | 35        | 9         | 3     | 1     | 3        | 2        | 7          | 0          | 0     | 0     | 48     | 12     |
| Monaco               | 2015–16          | Ligue 1          | 3         | 0         | 0     | 0     | 0        | 0        | 4          | 1          | 0     | 0     | 7      | 1      |
| Monaco               | Összesen         | Összesen         | 49        | 11        | 6     | 1     | 4        | 2        | 11         | 1          | 0     | 0     | 70     | 15     |
| Manchester United    | 2015–16          | Premier League   | 31        | 11        | 7     | 2     | 2        | 1        | 9          | 3          | —     | —     | 49     | 17     |
| Manchester United    | 2016–17          | Premier League   | 25        | 4         | 3     | 1     | 3        | 2        | 10         | 1          | 1     | 0     | 42     | 8      |
| Manchester United    | 2017–18          | Premier League   | 30        | 9         | 4     | 0     | 3        | 1        | 8          | 1          | 0     | 0     | 45     | 11     |
| Manchester United    | 2018–19          | Premier League   | 27        | 10        | 2     | 1     | 1        | 0        | 8          | 1          | —     | —     | 38     | 12     |
| Manchester United    | 2019–20          | Premier League   | 32        | 17        | 5     | 1     | 4        | 1        | 7          | 4          | —     | —     | 48     | 23     |
| Manchester United    | 2020–21          | Premier League   | 22        | 4         | 4     | 0     | 2        | 1        | 8          | 2          | —     | —     | 36     | 7      |
| Manchester United    | 2021–22          | Premier League   | 8         | 1         | 0     | 0     | 1        | 0        | 2          | 0          | —     | —     | 11     | 1      |
| Manchester United    | 2022–23          | Premier League   | 21        | 6         | 2     | 0     | 3        | 2        | 3          | 1          | —     | —     | 29     | 9      |
| Manchester United    | 2023–24          | Premier League   | 13        | 1         | 0     | 0     | 2        | 1        | 4          | 0          | —     | —     | 19     | 2      |
| Manchester United    | Összesen         | Összesen         | 209       | 63        | 27    | 5     | 21       | 9        | 59         | 13         | 1     | 0     | 317    | 90     |
| Sevilla (kölcsönben) | 2021–22          | LaLiga           | 9         | 0         | —     | —     | —        | —        | 3          | 1          | —     | —     | 12     | 1      |
| AÉK                  | 2024–25          | Super League     | 10        | 3         | 3     | 3     | —        | —        | —          | —          | —     | —     | 13     | 6      |
| Karrier összesen     | Karrier összesen | Karrier összesen | 295       | 85        | 36    | 10    | 25       | 10       | 74         | 15         | 1     | 0     | 431    | 120    |

### A válogatottban
2021. szeptember 7-i állapot szerint.
| Franciaország | Franciaország | Franciaország |
| Év            | Mérk.         | Gólok         |
| ------------- | ------------- | ------------- |
| 2015          | 6             | 0             |
| 2016          | 9             | 1             |
| 2017          | 2             | 0             |
| 2018          | 1             | 0             |
| 2020          | 7             | 0             |
| 2021          | 5             | 1             |
| Összesen      | 30            | 2             |

#### Gólok
| # | Dátum               | Helyszín                                | Vál. | Ellenfél    | Eredmény | Végeredmény | Kiírás                           |
| - | ------------------- | --------------------------------------- | ---- | ----------- | -------- | ----------- | -------------------------------- |
| 1 | 2016. szeptember 1. | San Nicola Stadion, Bari, Olaszország   | 13   | Olaszország | 1–0      | 3–1         | Barátságos                       |
| 2 | 2021. szeptember 4. | Kijevi Olimpiai Stadion, Kijev, Ukrajna | 29   | Ukrajna     | 1–1      | 1–1         | 2022-es világbajnokság-selejtező |

## Sikerei, díjai
Manchester United
- FA kupa: 2015–16, 2023–24
- Community Shield (1): 2016
- Ligakupa: 2016–17, 2022–2023
- Európa-liga: 2016–17[12]

Franciaország
- labdarúgó-Európa-bajnokság
  - Ezüstérmesː 2016

Egyéni
- Golden Boy-díj: 2015